# Pineville (Louisiana)
Pineville liegt in Rapides Parish, Louisiana, Vereinigte Staaten. Das U.S. Census Bureau hat bei der Volkszählung 2020 eine Einwohnerzahl von 14.384 ermittelt.
Die Stadt wird durch den Red River (Mississippi) von der Schwesterstadt Alexandria (Louisiana) getrennt.
Pineville ist Standort des Louisiana College.

## Söhne und Töchter der Stadt
- Anjanette Kirkland (* 1974), Hürdenläuferin
- Rashard Lewis (* 1979), Basketballspieler